# Ricky Zoom
Ricky Zoom è una serie animata britannica di origini franco-cinesi creata da Alexander Bar e prodotta dalla Entertainment One (proprietà della Hasbro), insieme a Frog Box e Maga Animation Studio, in coproduzione con Rai Ragazzi, Gulli e Discovery Kids. In Italia va in onda su Rai Yoyo dal 30 settembre 2019 e su DeA Junior dal 2 dicembre 2019.

## Trama
Ricky Zoom è una piccola moto da corsa che vive con i suoi amici Scootio, Loop e DJ. Insieme corrono in pista, sperimentano nuove manovre e vivono molte avventure nella città di Wheelford.

## Personaggi
- Ricky Zoom:  è il protagonista della serie. È una moto da soccorso che adora la velocità, è il capo dei cosiddetti "Moto amici"; sopravvaluta le sue capacità e spesso commette errori. Doppiato in italiano da Alessandro Carloni[6]
- Loop: è una moto da cross e vuole solo divertirsi facendo acrobazie, anche se spesso i suoi numeri si trasformano in comiche. Doppiato in italiano da Luca Tesei[6]
- Scootio: una moto intelligente che non teme mai di dire ciò che pensa; abile e positiva, trova spesso la soluzione ai problemi della squadra. Doppiato in italiano da Chiara Fabiano[6]
- DJ Rumbler: abile nelle riparazioni e generoso, farebbe qualsiasi cosa per i suoi amici. Doppiato in italiano da Giulio Bartolomei[6]
- Maxwell: la sua officina fornisce tutto il necessario per le moto, oltre a pettegolezzi e racconti interessanti sulle sue avventure passate; è anche il presidente del Ramp Camp, il club a cui tutti ambiscono. Doppiato in italiano da Carlo Petruccetti[6]
- Steel Awesome: è una star del cinema e dei fumetti grazie alle sue acrobazie, ed è ammirato da tutti per il suo coraggio.
- Hank ed Helen Zoom: sono i capi delle moto soccorso e i genitori di Ricky. Fuori dal lavoro Hank è un po' eccentrico, ma in caso di necessità è coraggioso e preciso, formando un'ottima squadra con Helen.
- Blip Hoopla: effettua consegne dovunque e a chiunque, ma ha ancora un sacco da imparare e combina sempre disastri.
- Della e Jake Rumbler: sono i genitori di DJ; sono famosi per i loro telai d’acciaio e gli pneumatici resistenti, e sono i responsabili della costruzione di molti edifici di Wheelford.
- Rombo e Fred Whizzbang: i genitori di Scootio, come la figlia amano i gadget tecnologici necessari per tenere la città efficiente e pulita.
- Bunker: la moto della polizia di Wheelford, fa in modo che le altre moto rispettino le regole; ha un cuore d’oro e vuole molto bene ai suoi amici. Doppiato in italiano da Masiimiliano Plinio[6]

## Episodi
| nº | Titolo italiano                                | Titolo inglese                             | Prima TV USA      | Prima TV Italia   |
| -- | ---------------------------------------------- | ------------------------------------------ | ----------------- | ----------------- |
| 1  | Ricky traballa                                 | Ricky Wobbles                              | 2 settembre 2019  | 1 ottobre 2019    |
| 1  | Il telecomando                                 | The Out of Controller                      | 2 settembre 2019  | 3 ottobre 2019    |
| 2  | L'incredibile imprevisto                       | Flat Out Awesome                           | 9 settembre 2019  | 30 settembre 2019 |
| 2  | Tutti per uno, moto per tutti!                 | Ricky's Rescue Coaching Badge              | 9 settembre 2019  | 4 ottobre 2019    |
| 3  | La cosa più grandiosa mai messa in una scatola | The Most Amazing Thing Put in a Box Ever   | 10 settembre 2019 | 2 ottobre 2019    |
| 3  | La nuova rampa                                 | The New Rescue Tool                        | 10 settembre 2019 | 4 ottobre 2019    |
| 4  | Una nuova moto in città                        | New Bike On the Block                      | 11 settembre 2019 | 1 ottobre 2019    |
| 4  | Il nuovo record di Ricky                       | Little Buster Bunker                       | 11 settembre 2019 | 3 ottobre 2019    |
| 5  | Il centauro di Wheelford                       | The Wheelford Wheeler                      | 12 settembre 2019 | 5 ottobre 2019    |
| 5  | Un modello da seguire                          | Ricky's Role Model                         | 12 settembre 2019 | 6 ottobre 2019    |
| 6  | Ricky e l'aquilone                             | Ricky Blows Away the Competition           | 16 settembre 2019 | 3 ottobre 2019    |
| 6  | Tale padre, tale figlio                        | Blip Delivers                              | 16 settembre 2019 | 30 settembre 2019 |
| 7  | Ricky protagonista                             | Starring Ricky                             | 17 settembre 2019 | 14 dicembre 2019  |
| 7  | La Loopessenza                                 | True Loopness                              | 17 settembre 2019 | 5 ottobre 2019    |
| 8  | Collaudato e sicuro                            | Tired and True                             | 18 settembre 2019 | 8 ottobre 2019    |
| 8  | Scootio capo squadra                           | Scootio Changes Lanes                      | 18 settembre 2019 | 2 ottobre 2019    |
| 9  | Allarme alieni!                                | Problem at Windshield Point                | 21 ottobre 2019   | 9 ottobre 2019    |
| 9  | Giustizia su due ruote                         | Two Wheel Justice                          | 21 ottobre 2019   | 19 dicembre 2019  |
| 10 | Il magnete fuori controllo                     | Super Awesome Magnet                       | 22 ottobre 2019   | 9 ottobre 2019    |
| 10 | La capsula del tempo                           | Time Capsule                               | 22 ottobre 2019   | 17 dicembre 2019  |
| 11 | Ricky rotola in città                          | Ricky's on a Roll                          | 23 ottobre 2019   | 7 ottobre 2019    |
| 11 | Carro da parata                                | Rock the Float                             | 23 ottobre 2019   | 8 ottobre 2019    |
| 12 | Super Mega salto                               | The Mega-Whirely-Leap                      | 24 ottobre 2019   |                   |
| 12 | Fate largo a DJ!                               | Trike Trials                               | 24 ottobre 2019   |                   |
| 13 | La moto fantasma                               | Wheeloween                                 | 25 ottobre 2019   | 18 dicembre 2019  |
| 13 | L'antenna satellitare                          | Zoom Encounters                            | 25 ottobre 2019   | 19 dicembre 2019  |
| 14 | Salviamo il Natale                             | SantaCycle Down                            | 6 dicembre 2019   | 24 dicembre 2019  |
| 14 | Super luminoso!                                | Shining                                    | 6 dicembre 2019   | 20 dicembre 2019  |
| 15 | Toot e la veloci-rampa                         | Ramp It Up                                 | 13 gennaio 2020   |                   |
| 16 | Oggi si balla!                                 | Toot & the Wheelies                        | 14 gennaio 2020   |                   |
| 17 | Mamme in competizione                          | Family Sports Day                          | 15 gennaio 2020   |                   |
| 18 | Scambio di incarichi                           | Trading Places                             | 16 gennaio 2020   |                   |
| 19 | Salviamo Mister Speedy!                        | Saving Mr. Speedy                          | 17 gennaio 2020   | 2 ottobre 2019    |
| 20 | L'amico invisibile                             | Toot's Invisible Friend                    | 9 marzo 2020      |                   |
| 21 | Le regole smontate                             | Ruled by Ricky                             | 10 marzo 2020     |                   |
| 22 | L'incredibile mega-maestra                     | Mrs. Bikely Up All Nightly                 | 11 marzo 2020     |                   |
| 23 | Blip super capitano                            | Blip in Charge                             | 12 marzo 2020     |                   |
| 24 | L'assistente del vigile                        | The Crosswalk Helper                       | 13 marzo 2020     |                   |
| 25 | Un fantastico spara-musica                     | Show & Tell Trouble                        | 18 maggio 2020    |                   |
| 25 | Steel Awesome e Vroom Boy                      | Steel Awesome Meets Vroomboy               | 18 maggio 2020    |                   |
| 26 | Falso allarme                                  | False Alarm                                | 19 maggio 2020    |                   |
| 27 | La squadra Zoomtastica                         | The Zoomtastic Gang                        | 20 maggio 2020    |                   |
| 28 | Loop, un vero eroe                             | Loop Hero of Wheelford                     | 21 maggio 2020    |                   |
| 29 | Toot centralinista di soccorso                 | Toot De Suite                              | 22 maggio 2020    |                   |
| 30 | Un aiuto per Maxwell                           | Maxwell Gets a Little Help                 | 25 maggio 2020    |                   |
| 30 | Un lampeggiante "quasi" nuovo                  | Ricky's Litter Round Up                    | 25 maggio 2020    |                   |
| 31 | Campeggio in giardino                          | The Ramp Camp Bikeout                      | 26 maggio 2020    |                   |
| 31 | Caccia al biglietto d'oro                      | The Gold Ticket Rush                       | 26 maggio 2020    |                   |
| 32 | Finale a sorpresa                              | Ricky's in a Twist                         | 27 maggio 2020    |                   |
| 32 | I Ripara-bot                                   | RepairBops                                 | 27 maggio 2020    |                   |
| 33 | Attenzione si scivola                          | Slippy Street                              | 28 maggio 2020    |                   |
| 34 | Consegne super veloci                          | Bike Buddies Super Speedy Delivery Service | 29 maggio 2020    |                   |